# Lille Skensved
Lille Skensved is een plaats in de Deense regio Seeland, gemeente Køge, en telt 1436 inwoners (2008).